# 신양면
신양면(新陽面)은 대한민국의 충청남도 예산군에 설치된 면이다.

동쪽으로는 공주시 유구읍, 서쪽으로는 대흥면과 광시면, 남쪽으로는 청양군 운곡면, 북쪽으로 대술면과 접해있다.

## 연혁
- 백제시대 : 임존성(任存城) 거변소(居邊所)에 속하였으나 그후 행정구역 개편에 따라 대흥군(大興郡) 원동면(遠東面) 거변면(居邊面)으로 분할됨
- 1914년 3월 1일 : 부군면 통폐합으로 원동면과 거변면을 통합해 신양면을 설치하고 16개 리로 분할

| 조선총독부령 제111호 |                                                                         |
| 구 행정구역          | 신 행정구역                                                             |
| 대흥군 거변면        | 신양면 가지리, 대덕리, 만사리, 신양리, 여래미리, 죽천리, 차동리, 하천리 |
| 대흥군 원동면        | 신양면 귀곡리, 녹문리, 무봉리, 불원리, 서계양리, 시왕리, 연리, 황계리   |
- 1968년 1월 12일 : 귀곡리 행정리를 분할
- 1971년 3월 1일 : 신양리 행정리를 분할
- 1974년 1월 24일 : 죽천리 행정리를 분할
- 1980년 5월 1일 : 서계양리, 시왕리, 가지리 행정리를 분할

## 행정 구역
| 법정리   | 행정리               | 비고                   |
| -------- | -------------------- | ---------------------- |
| 가지리   | 가지1리, 가지2리     |                        |
| 귀곡리   | 귀곡1리, 귀곡2리     |                        |
| 녹문리   | 녹문리               |                        |
| 대덕리   | 대덕1리, 대덕2리     |                        |
| 만사리   | 만사리               |                        |
| 무봉리   | 무봉리               |                        |
| 불원리   | 불원리               |                        |
| 서계양리 | 서계양1리, 서계양2리 |                        |
| 시왕리   | 시왕1리, 시왕2리     |                        |
| 신양리   | 신양1리, 신양2리     | 면 행정복지센터 소재지 |
| 여래미리 | 여래미리             |                        |
| 연리     | 연리                 |                        |
| 죽천리   | 죽천1리, 죽천2리     |                        |
| 차동리   | 차동리               |                        |
| 하천리   | 하천리               |                        |
| 황계리   | 황계리               |                        |

## 교육
- 신양초등학교 (신양리)
  - 귀곡분교 (폐교) - 신양면 불원귀곡길 108 (귀곡리)
  - 황계분교 (폐교) - 신양면 황계길 35 (황계리)
- 신양중학교 (신양리)